# Łoskajmy (Sępopol)
Łoskajmy (deutsch Looskeim) ist ein Ort in der polnischen Woiwodschaft Ermland-Masuren. Er gehört zur Gmina Sępopol (Stadt- und Landgemeinde Schippenbeil) im Powiat Bartoszycki (Kreis Bartenstein).

## Geographische Lage
Łoskajmy liegt weniger als zwei Kilometer südlich der polnisch-russischen Staatsgrenze zur Oblast Kaliningrad in der nördlichen Mitte der Woiwodschaft Ermland-Masuren. Bis zur einstigen und heute auf russischem Staatsgebiet gelegenen Kreisstadt Gerdauen (russisch Schelesnodoroschny) sind es zehn Kilometer in nordöstlicher Richtung,  bis zur heutigen Kreismetropole Bartoszyce (deutsch Bartenstein) 25 Kilometer in südwestlicher Richtung.

## Geschichte
Der Ort Loskaym, vor 1472 gegründet und nach 1472 Lohskeim, nach 1785 Loskeim genannt, bestand in seinem Kern aus einem großen Hof. Im Jahre 1874 wurde die Landgemeinde Looskeim in den neu errichteten Amtsbezirk Woninkeim (polnisch Wanikajmy) im ostpreußischen Kreis Gerdauen, Regierungsbezirk Königsberg, eingegliedert. Die Einwohnerzahl Looskeims belief sich im Jahre 1910 auf 59.
Am 30. September 1928 gab die Landgemeinde Looskeim ihre Eigenständigkeit auf, als sie in die Nachbargemeinde Gerkiehnen (polnisch Gierkiny) und mit ihr in den Amtsbezirk Momehnen (polnisch Momajny) – allerdings nur bis 1931 – eingegliedert wurde.
Mit der Überstellung des gesamten südlichen Ostpreußen an Polen in Kriegsfolge im Jahre 1945 bekam Looskeim die polnische Namensform „Łoskajmy“. Heute ist das Dorf eine Ortschaft innerhalb der Stadt- und Landgemeinde Sępopol (Schippenbeil) im Powiat Bartoszycki (Kreis Bartenstein), von 1975 bis 1998 der Woiwodschaft Olsztyn, seither der Woiwodschaft Ermland-Masuren zugehörig.

## Kirche
Bis 1945 war Looskeim zwei evangelischen Kirchspielen zugeordnet: zur Kirche Laggarben (polnisch Garbno) und zur Kirche Momehnen (polnisch Momajny), die beide in der Kirchenprovinz Ostpreußen der Kirche der Altpreußischen Union lagen. Damals gehörte Looskeim römisch-katholischerseits zur Kirche St. Bruno in Insterburg (heute russisch Tschernjachowsk) im Bistum Ermland.
Heute ist Łoskajmy ein Pfarreiort der römisch-katholischen Kirche in Momajny (Momehnen) im Erzbistum Ermland, außerdem evangelischerseits der Kirche Barciany (Barten) zugeordnet, einer Filialkirche der Johanneskirche Kętrzyn (Rastenburg) in der Diözese Masuren der Evangelisch-Augsburgischen Kirche in Polen.

## Verkehr
Łoskajmy liegt an einer Nebenstraße, die die Stadt Sępopol (Schippenbeil) mit Gierkiny (Gerkiehnen) verbindet und vor 1945 erst in Gerdauen (heute russisch Schelesnodoroschny) an der deutschen Reichsstraße 131 (heutige russische Fernstraße 27A-083 (ex A 196)) endete. 
Eine Anbindung an den Bahnverkehr existiert nicht.